# Campionato italiano di pugilato professionisti maschile dei pesi medi
Il Campionato italiano di pugilato pesi medi organizzato dalla FPI, è la massima competizione pugilistica in Italia riservata ai pugili professionisti il cui peso è compreso tra 69,853 e 72,574 kg. Gli atleti vincitori si fregiano del titolo di campione d'Italia dei pesi medi.

La prima edizione si svolse a Milano il 18 gennaio 1914, quando Amilcare Beretta sconfisse Eustacchio Sala per KOT alla 3ª ripresa.

## Albo d'oro pesi medi

Il 4 volte campione italiano dei pesi medi, Mario Romersi

| Ed. | Data       | Luogo                    | Campione d'Italia          | Verdetto        | Sfidante                   |
| --- | ---------- | ------------------------ | -------------------------- | --------------- | -------------------------- |
| 1   | 18/01/1914 | Milano                   | Amilcare Beretta           | KOT (AB) 3      | Eustacchio Sala            |
| 2   | 23/03/1914 | Genova                   | Amilcare Beretta           | PT 12           | Alessandro Garassini       |
| 3   | 06/02/1915 | Genova                   | Alessandro Garassini       | KOT (AB) 4      | Amilcare Beretta           |
| 4   | 23/02/1915 | Genova                   | Alessandro Garassini       | KO 17           | Benvenuto Fantato          |
| 5   | 17/08/1919 | Genova                   | Alessandro Garassini       | PT 15           | Benvenuto Fantato          |
| 6   | 19/10/1919 | Milano                   | Bruno Frattini             | KOT (AB) 4      | Angelo Boniforti           |
| 7   | 26/11/1920 | Milano                   | Bruno Frattini             | PT 12           | Vittorio Berzolesi         |
| 8   | 19/06/1921 | Milano                   | Bruno Frattini             | KO 5            | Vittorio Berzolesi         |
| 9   | 03/10/1926 | Milano                   | Mario Bosisio              | PT 15           | Bruno Frattini             |
| 10  | 16/10/1927 | Milano                   | Mario Bosisio              | PARI 15         | Leone Jacovacci            |
| 11  | 24/06/1928 | Roma                     | Leone Jacovacci            | PT 15           | Mario Bosisio              |
| 12  | 05/05/1929 | Milano                   | Leone Jacovacci            | PARI 15         | Giuseppe Oldani            |
| 13  | 24/11/1929 | Milano                   | Leone Jacovacci            | PARI 12         | Giuseppe Oldani            |
| 14  | 15/03/1930 | Trieste                  | Leone Jacovacci            | PARI 12         | Mario Dobrez               |
| 15  | 07/08/1930 | Milano                   | Mario Bosisio              | PT 15           | Leone Jacovacci            |
| 16  | 05/10/1930 | Milano                   | Mario Bosisio              | KO 13           | Mario Dobrez               |
| 17  | 01/03/1931 | Milano                   | Mario Bosisio              | PT 15           | Enzo Fiermonte             |
| 18  | 19/10/1931 | Roma                     | Enzo Fiermonte             | PT 15           | Mario Bosisio              |
| 19  | 08/02/1933 | Milano                   | Clemente Meroni            | PT 12           | Oddone Piazza              |
| 20  | 23/05/1933 | Milano                   | Clemente Meroni            | PT 12           | Tino Rolando               |
| 21  | 12/02/1934 | Milano                   | Clemente Meroni            | PT 12           | Oddone Piazza              |
| 22  | 09/06/1934 | Firenze                  | Aldo Menabeni              | PT 12           | Clemente Meroni            |
| 23  | 25/10/1934 | Firenze                  | Aldo Menabeni              | PT 12           | Tino Rolando               |
| 24  | 01/12/1934 | Roma                     | Vincenzo Rocchi            | KOT (IM) 8      | Aldo Menabeni              |
| 25  | 27/10/1935 | Roma                     | Vincenzo Rocchi            | PT 12           | Alfredo Oldoini            |
| 26  | 16/02/1936 | Milano                   | Mario Casadei              | PT 12           | Vincenzo Rocchi            |
| 27  | 23/08/1937 | La Spezia                | Alfredo Oldoini            | PT 12           | Mario Casadei              |
| 28  | 21/12/1937 | Genova                   | Alfredo Oldoini            | PARI 12         | Amedeo Dejana              |
| 29  | 31/07/1939 | Milano                   | Mario Casadei              | PT 12           | Armando Alessandrini       |
| 30  | 16/02/1940 | Milano                   | Mario Casadei              | PARI 12         | Oreste Romoli              |
| 31  | 28/06/1942 | Roma                     | Italo Palmarini            | PT 12           | Mario Casadei              |
| 32  | 12/11/1942 | Lucca                    | Italo Palmarini            | PT 12           | Fausto Rossi               |
| 33  | 13/06/1943 | Roma                     | Italo Palmarini            | PT 12           | Amedeo Dejana              |
| 34  | 14/05/1944 | Monza                    | Italo Palmarini            | PARI 12         | Amedeo Dejana              |
| 35  | 19/03/1946 | Rieti                    | Italo Palmarini            | KOT 9           | Augusto Teti               |
| 36  | 01/09/1946 | Rimini                   | Widmer Milandri            | PT 12           | Italo Palmarini            |
| 37  | 20/12/1946 | Forlì                    | Wildmer Milandri           | PT 12           | Augusto Teti               |
| 38  | 27/07/1947 | Cagliari                 | Giovanni Manca             | KOT (IM) 10     | Widmer Milandri            |
| 39  | 14/03/1948 | Trieste                  | Tiberio Mitri              | PT 12           | Michele Marini             |
| 40  | 09/08/1948 | Trieste                  | Tiberio Mitri              | PT 12           | Giovanni Manca             |
| 41  | 16/06/1949 | Roma                     | Giovanni Manca             | PT 12           | William Poli               |
| 42  | 18/06/1950 | Roma                     | Fernando Jannilli          | PT 12           | Giovanni Manca             |
| 43  | 10/08/1950 | Roma                     | Fernando Jannilli          | PT 12           | Giovanni Manca             |
| 44  | 23/12/1950 | La Spezia                | Gino Campagna              | PT 12           | Fernando Jannilli          |
| 45  | 23/06/1951 | La Spezia                | Gino Campagna              | PT 12           | Ivano Fontana              |
| 46  | 23/11/1951 | La Spezia                | William Poli               | KOT 10          | Gino Campagna              |
| 47  | 01/05/1952 | Lucca                    | Ivano Fontana              | KOT 9           | Gino Campagna              |
| 48  | 03/12/1952 | Forlì                    | Ivano Fontana              | PARI 12         | Widmer Milandri            |
| 49  | 05/10/1953 | Forlì                    | Widmer Milandri            | PT 12           | Alessandro D’Ottavio       |
| 50  | 16/06/1954 | Forlì                    | Bruno Tripodi              | KO 2            | Widmer Milandri            |
| 51  | 06/01/1955 | Sanremo                  | Bruno Tripodi              | PT 12           | Mario Savoldi              |
| 52  | 10/06/1955 | Vallecrosia              | Bruno Tripodi              | KOT (IM) 6      | Alessandro D'Ottavio       |
| 53  | 21/04/1956 | Milano                   | Guido Mazzinghi            | KOT 12          | Bruno Tripodi              |
| 54  | 13/10/1956 | Milano                   | Guido Mazzinghi            | SQ 3            | Marino Faverzani           |
| 55  | 27/04/1958 | Milano                   | Italo Scortichini          | PT 12           | Gino Rossi                 |
| 56  | 05/09/1958 | Milano                   | Italo Scortichini          | KO 3            | Angelo Brisci              |
| 57  | 29/11/1958 | Milano                   | Italo Scortichini          | NC 9            | Giancarlo Garbelli         |
| 58  | 03/11/1959 | Civitavecchia            | Franco Scisciani           | PT 12           | Remo Carati                |
| 59  | 29/06/1960 | Saint-Vincent            | Bruno Fortilli             | SQ 10           | Franco Scisciani           |
| 60  | 20/08/1960 | Poggibonsi               | Bruno Fortilli             | PARI 12         | Renato Bianchini           |
| 61  | 29/10/1960 | Pesaro                   | Bruno Fortilli             | PT 12           | Giuseppe Gentiletti        |
| 62  | 01/07/1961 | Fidenza                  | Bruno Fortilli             | PARI 12         | Gianni Lommi               |
| 63  | 02/04/1962 | Bologna                  | Remo Carati                | KOT (IM) 6      | Bruno Fortilli             |
| 64  | 18/08/1962 | Aosta                    | Remo Carati                | KOT (IM) 5      | Paolo Cottino              |
| 65  | 19/10/1962 | Milano                   | Bruno Fortilli             | SQ 2            | Remo Carati                |
| 66  | 01/03/1963 | Roma                     | Nino Benvenuti             | KO 11           | Tommaso Truppi             |
| 67  | 31/08/1963 | Priverno                 | Nino Benvenuti             | KOT 3           | Francesco Fiori            |
| 68  | 30/07/1964 | Sanremo                  | Nino Benvenuti             | PT 12           | Fabio Bettini              |
| 69  | 21/02/1965 | Bologna                  | Nino Benvenuti             | KOT (AB) 5      | Tommaso Truppi             |
| 70  | 30/07/1965 | Rimini                   | Bruno Santini              | PT 12           | Francesco Fiori            |
| 71  | 16/09/1965 | Rimini                   | Bruno Santini              | PT 12           | Luciano Lugli              |
| 72  | 21/01/1966 | Prato                    | Bruno Santini              | PT 12           | Fabio Bettini              |
| 73  | 22/07/1966 | Torino                   | Juan Carlos Duran          | PT 12           | Bruno Santini              |
| 74  | 18/08/1966 | Sanremo                  | Juan Carlos Duran          | KOT 10          | Fabio Bettini              |
| 75  | 06/01/1967 | Rimini                   | Juan Carlos Duran          | KOT 9           | Luciano Lugli              |
| 76  | 19/05/1967 | Napoli                   | Juan Carlos Duran          | PT 12           | Mario Lamagna              |
| 77  | 16/08/1967 | Sanremo                  | Juan Carlos Duran          | KOT 3           | Tommaso Truppi             |
| 78  | 30/08/1968 | Napoli                   | Remo Golfarini             | KOT (IM) 3      | Mario Lamagna              |
| 79  | 18/04/1969 | Napoli                   | Luigi Patruno              | KOT (IM) 3      | Mario Lamagna              |
| 80  | 27/09/1969 | Aosta                    | Luigi Patruno              | SQ 8            | Giuseppe Muzio             |
| 81  | 11/03/1970 | Caserta                  | Mario Lamagna              | KO 8            | Luigi Patruno              |
| 82  | 21/08/1970 | Ischia                   | Mario Lamagna              | PT 12           | Luciano Sarti              |
| 83  | 14/11/1970 | Padova                   | Luciano Sarti              | PT 12           | Mario Lamagna              |
| 84  | 21/04/1971 | Padova                   | Luciano Sarti              | PT 12           | Remo Golfarini             |
| 85  | 16/09/1971 | Milano                   | Luciano Sarti              | PARI 12         | Mario Romersi              |
| 86  | 05/02/1972 | Padova                   | Luciano Sarti              | PARI 12         | Juan Carlos Duran          |
| 87  | 14/07/1972 | Padova                   | Mario Lamagna              | PT 12           | Luciano Sarti              |
| 88  | 04/10/1972 | Forlì                    | Sauro Soprani              | PT 12           | Mario Lamagna              |
| 89  | 05/01/1973 | Forlì                    | Sauro Soprani              | PT 12           | Nicola Menchi              |
| 90  | 01/09/1973 | Modigliana               | Elio Calcabrini            | KOT (IM) 8      | Sauro Soprani              |
| 91  | 24/01/1974 | Padova                   | Luciano Sarti              | NC 12           | Sauro Soprani              |
| 92  | 21/09/1974 | Forlì                    | Domenico Tiberia           | PT 12           | Sauro Soprani              |
| 93  | 08/03/1975 | Padova                   | Luciano Sarti              | PT 12           | Domenico Tiberia           |
| 94  | 17/05/1975 | Forlì                    | Luciano Sarti              | PT 12           | Sauro Soprani              |
| 95  | 16/08/1975 | Tarquinia                | Angelo Jacopucci           | PT 12           | Luciano Sarti              |
| 96  | 30/01/1976 | Milano                   | Angelo Jacopucci           | PT 12           | Roberto Benacquista        |
| 97  | 04/06/1976 | Milano                   | Mario Romersi              | KOT (IM) 3      | Roberto Benacquista        |
| 98  | 15/09/1976 | Mestre                   | Mario Romersi              | PT 12           | Elio Calcabrini            |
| 99  | 19/01/1978 | Sanremo                  | Mario Romersi              | KOT 12          | Trento Faciocchi           |
| 100 | 16/04/1977 | Padova                   | Mario Romersi              | PT 12           | Luciano Sarti              |
| 101 | 13/08/1977 | Civitavecchia            | Angelo Jacopucci           | KOT (IM) 9      | Mario Romersi              |
| 102 | 06/05/1978 | Camaiore                 | Angelo Jacopucci           | KOT (IM) 9      | Trento Faciocchi           |
| 103 | 29/09/1978 | Milano                   | Matteo Salvemini           | SQ 7            | Trento Faciocchi           |
| 104 | 18/05/1979 | Rieti                    | Matteo Salvemini           | PT 12           | Roberto Felicioni          |
| 105 | 12/10/1979 | Roma                     | Matteo Salvemini           | KOT 11          | Nicola Cirelli             |
| 106 | 05/09/1980 | Vieste                   | Nicola Cirelli             | KOT (IM) 3      | Roberto Manoni             |
| 107 | 03/07/1981 | Morcone                  | Nicola Cirelli             | KOT 3           | Roberto Manoni             |
| 108 | 26/02/1982 | Firenze                  | Gaetano Ardito             | PT 12           | Matteo Salvemini           |
| 109 | 22/05/1983 | Piacenza                 | Franco Bozzetti            | KOT 5           | Matteo Salvemini           |
| 110 | 04/01/1985 | Lucca                    | Giovanni De Marco          | KOT (AB) 5      | Franco Buzzetti            |
| 111 | 05/06/1985 | Lucca                    | Giovanni De Marco          | PARI 12         | Edmondo Buttiglione        |
| 112 | 26/09/1985 | Caserta                  | Sumbu Kalambay             | PT 12           | Giovanni De Marco          |
| 113 | 04/09/1986 | Silvi Marina             | Sumbu Kalambay             | KOT (AB) 11     | Giovanni De Marco          |
| 114 | 19/03/1988 | Latina                   | Francesco Dell’Aquila      | KOT 3           | Angelo Liquori             |
| 115 | 20/05/1988 | San Mango d’Aquino       | Francesco Dell’Aquila      | KOT (IM) 5      | Roberto Manoni             |
| 116 | 08/04/1989 | Pescara                  | Costantino Padovano Lacchè | KOT 2           | Roberto Gigli              |
| 117 | 26/04/1989 | Scanno                   | Flaviano Polinori          | KO 3            | Costantino Padovano Lacchè |
| 118 | 23/09/1989 | Giulianova               | Flaviano Polinori          | PT 12           | Luciano Caioni             |
| 119 | 03/01/1990 | Ravenna                  | Flaviano Polinori          | KOT (IM) 5      | Antonio Camerani           |
| 120 | 28/02/1990 | Cagliari                 | Flaviano Polinori          | PT 12           | Roberto Chiarucci          |
| 121 | 31/08/1990 | Rossano Calabro          | Flaviano Polinori          | PT 12           | Stefano Pompilio           |
| 122 | 25/05/1991 | Sanremo                  | Francesco Dell'Aquila      | KOT 2           | Calogero Serio             |
| 123 | 01/02/1992 | Civitavecchia            | Agostino Cardamone         | PT 12           | Silvio Branco              |
| 124 | 04/07/1992 | Montoro Inferiore        | Agostino Cardamone         | KOT (AB) 9      | Stefano Pompilio           |
| 125 | 07/10/1992 | Priverno                 | Agostino Cardamone         | KO 5            | Luigi De Cicilia           |
| 126 | 20/08/1993 | Civitavecchia            | Silvio Branco              | KOT 3           | Luigi De Cicilia           |
| 127 | 29/12/1993 | Capo d’Orlando           | Silvio Branco              | KOT 3           | Giovanni De Marco          |
| 128 | 05/03/1994 | Grosseto                 | Silvio Branco              | KO 1            | Stefano Pompilio           |
| 129 | 29/06/1994 | Follonica                | Silvio Branco              | KO 1            | Ivano Biagi                |
| 130 | 09/06/1996 | Follonica                | Vincenzo Imparato          | PT 12           | Stefano Pompilio           |
| 131 | 16/11/1996 | Avenza                   | Vincenzo Imparato          | KOT 12          | Fabrizio De Chiara         |
| 132 | 28/06/1997 | Vigevano                 | Santo Colombo              | KOT 11          | Vincenzo Imparato          |
| 133 | 02/10/1997 | Cerreto Laghi            | Valentino Manca            | PT 10           | Santo Colombo              |
| 134 | 04/03/1998 | Grosseto                 | Valentino Manca            | PT 10           | Santo Colombo              |
| 135 | 30/07/1998 | Pescara                  | Antonio Perugino           | PT 10           | Valentino Manca            |
| 136 | 09/12/1998 | Reggio Emilia            | Antonio Perugino           | KOT (IM) 6      | Valentino Manca            |
| 137 | 19/06/1999 | Piove di Sacco           | Cristian Sanavia           | PT 10           | Marco Dell’Uomo            |
| 138 | 22/10/1999 | Onara di Tombolo         | Cristian Sanavia           | KOT (IM) 7      | Alessandro Filippo         |
| 139 | 25/02/2000 | Battipaglia              | Cristian Sanavia           | KOT (IM) 4      | Claudio Ciarlante          |
| 140 | 14/04/2000 | Ariano Polesine          | Cristian Sanavia           | KOT 3           | Francesco Pernice          |
| 141 | 28/12/2001 | Tarquinia                | Gianluca Jommarini         | PT 7 (DT)       | Marco Dell'Uomo            |
| 142 | 01/03/2002 | Grosseto                 | Gianluca Jommarini         | N.C. 3          | Marco Dell'Uomo            |
| 143 | 27/09/2002 | Roseto degli Abruzzi     | Lorenzo Di Giacomo         | KOT 9           | Gianluca Jommarini         |
| 144 | 30/03/2006 | Roma                     | Domenico Spada             | KOT 10          | Luciano Lombardi           |
| 145 | 30/07/2007 | Castel Volturno          | Gaetano Nespro             | PT 10           | Luciano Lombardi           |
| 146 | 27/02/2008 | Monza                    | Gaetano Nespro             | PT 8 (DT)       | Luciano Lombardi           |
| 147 | 20/06/2009 | Cecchina                 | Gaetano Nespro             | PT 10           | Giovanni De Carolis        |
| 148 | 29/01/2010 | Savignano sul Rubicone   | Matteo Signani             | KOT 8 (IM)      | Gaetano Nespro             |
| 149 | 11/06/2010 | Levanto                  | Matteo Signani             | PARI 2          | Lorenzo Cosseddu           |
| 150 | 05/11/2010 | Cesena                   | Matteo Signani             | PT 10           | Giovanni De Carolis        |
| 151 | 08/04/2011 | Savignano sul Rubicone   | Matteo Signani             | PT 10           | Gaetano Nespro             |
| 152 | 25/08/2011 | Cesenatico               | Matteo Signani             | PT 10           | Lorenzo Cosseddu           |
| 153 | 02/03/2012 | Savignano sul Rubicone   | Simone Rotolo              | KOT 10          | Matteo Signani             |
| 154 | 02/11/2012 | Bologna                  | Simone Rotolo              | PT 10           | Lorenzo Cosseddu           |
| 155 | 26/07/2013 | Castel Volturno          | Matteo Signani             | PT 10           | Stefano Loriga             |
| 156 | 17/10/2014 | Sarroch                  | Alessandro Goddi           | PT 10           | Lorenzo Cosseddu           |
| 157 | 02/05/2015 | Roma                     | Andrea Manco               | SQ 6            | Massimiliano Buccheri      |
| 158 | 10/06/2016 | San Benedetto del Tronto | Andrea Manco               | PARI 10         | Roberto Bassi              |
| 159 | 25/11/2016 | San Benedetto del Tronto | Andrea Manco               | PT 10           | Roberto Bassi              |
| 160 | 24/06/2017 | Ugento                   | Domenico Spada             | PT 8 (DT)       | Andrea Manco               |
| 161 | 11/05/2018 | Roma                     | Mirko Geografo             | TK0 6/10        | Domenico Spada             |
| 162 | 22/09/2018 | Roma                     | Mirko Geografo             | MD 10/10        | Marco Boezio               |
| 163 | 24/03/2019 | Roma                     | Khalil El Harraz           | MD 10/10        | Marco Boezio               |
| 164 | 25/07/2019 | Roma                     | Khalil El Harraz           | TKO 7/10        | Riccardo Lecca             |
| 165 | 21/02/2020 | Asti                     | Etinosa Oliha              | UD 10/10        | Carlo De Novellis          |
| 166 | 21/08/2020 | Porto Viro               | Etinosa Oliha              | UD 10/10        | Andrea Roncon              |
| 167 | 02/07/2021 | Asti                     | Etinosa Oliha              | UD 10/10        | Francesco Lezzi            |
| 168 | 25/02/2022 | Vicenza                  | Carlo De Novellis          | SD 10/10        | Andrea Roncon              |
| 169 | 23/12/2022 | Reggio Emilia            | Giovanni Rossetti          | TKO 8/10        | Carlo De Novellis          |
| 170 | 14/04/2023 | Santa Marinella          | Luca Chiancone             | KO 1/10         | Giovanni Rossetti          |
| 171 | 26/07/2023 | Ferrara                  | Luca Chiancone             | PARI - SD 10/10 | Yassin Hermi               |
| 172 | 01/12/2023 | Trieste                  | Luca Chiancone             | SD 10/10        | Yassin Hermi               |